# KSS-Filter
KSS-Filter sind Filter für Kühlschmierstoffe (abgekürzt KSS). Sie dienen dazu, die Standzeit des Kühlschmiermittels und auch die Standzeit des eingesetzten Werkzeuges zu verlängern. Außerdem verbessert ihr Einsatz die Oberflächengüte der bearbeiteten Werkstoffe.
KSS-Filter verhindern Keimbildung im Kühlschmiermittel und vermindern dadurch die Gesundheitsgefährdung, insgesamt führt dies zu einer Kosteneinsparung in der Produktion.

## Filterarten
- Vliesfilter. Ein spezielles Tuch (Filtervlies) liegt auf einem Filterbett und wird zusammen mit dem gefilterten Schmutz ausgetragen. Die Filterfeinheit hängt hierbei von dem eingesetzten Vlies ab und kann bis 10 µm erreichen.
- Endlosbandfilter, die ein Kunststoffendlosband benutzen. Das Band, meistens ein Polyester-Tuch, wird nach dem Filtervorgang wieder gereinigt und erneut dem Filtervorgang zugeführt. Die Filterfeinheit des Gewebes ist ca. 80 µm, es können aber auch durch den Filterkuchen feinere Werte erreicht werden. Bei diesem Filtervorgang muss sehr genau auf eine gute Spülung des Bandes sowie eine gute Dichtung geachtet werden.
- Trommelfilter, die meist ein Edelstahlmaschengewebe benutzen. Heute nur noch selten im Einsatz. Vorteil ist die Filtration ohne Hilfsstoffe, es fallen also keine weiteren Entsorgungskosten an. Größter Nachteil ist die oft nicht zu reinigende Trommel, wodurch der Filter aufschlammt.
- Absatzbecken, bzw. Kratzerbecken. Eine gute Lösung vor allem bei Feinstabrieben, die auch für die Vliesfiltration kaum lösbar sind. Nachteil: Es werden große Becken benötigt und es gibt natürlich keine definierte Feinheit durch ein Gewebe.
- Magnetfiltration: Wenn ein hoher Anteil der Späne magnetisch reagiert, wird oft eine Magnettrommel eingesetzt. Das Kühlschmiermittel strömt an dem Magneten vorbei und die ferritischen Späne bilden einen Filterbart. Hierdurch können nichtmagnetische Teile filtriert werden. Vorteil: Kein Einsatz von Filterhilfsstoffen. Nachteil: Keine definierte Feinheit durch ein Gewebe.
- Zentrifugen: Der KSS wird zentrifugiert und die Schmutzstoffe setzen sich durch die Rotation an den Wänden eines Filtereinsatzes ab
- Spaltfilter: Der KSS wird in Filtertürmen über Filterstäbe geleitet. Die Schmutzstoffe bleiben an der Oberfläche der Stäbe haften, während der nun gereinigte KSS durch Spalten in den Stäben abläuft

## Einsatz
KSS-Filter werden in der metallverarbeitenden Industrie in unterschiedlichen Bereichen eingesetzt. Sie kommen beim Schleifen, Honen, Läppen, Bohren, Tiefbohren, Drehen oder Fräsen zum Einsatz. Entweder werden dabei einzelne Maschinen versorgt, Maschinengruppen oder als Zentralanlagen auch ganze Fertigungshallen.
Je nach Aufgabe und der Bearbeitung werden die Filtergehäuse aus Stahl oder Edelstahl in verschiedensten Qualitäten geliefert.